# Panther Stadium
Stadion Panter (eng. Panther Stadium) je stadion u Atlanti u američkoj saveznoj državi Georgiji.
Nalazi se u sklopu kampusa sveučilišta Clark Atlanta, koji je i vlasnik i upravitelj ovog stadiona.
Na njemu svoje susrete kao domaćin igra američka sveučilišna (NCAA) momčad Clark Atlanta University Panthers.
Od velikih natjecanja, na ovom stadionu su se igrali susreti u športu hokeju na travi na OI 2000. Stadion je bio sekundarnim mjestom održavanja susreta na hokejaškom turniru.
Nalazi se na 33°45′11″N 84°24′40″W / 33.75306°N 84.41111°W.